# Regió florística antàrtica

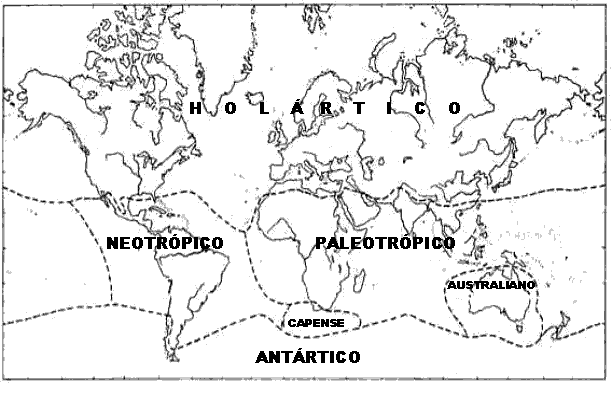
Mapa amb les sis regions florístiques. A la part inferior pot veure-se'n l'antàrtica

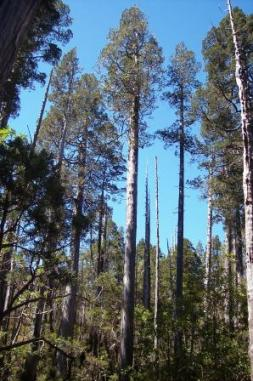
Fitzroya cupressoides, illa de Chiloé

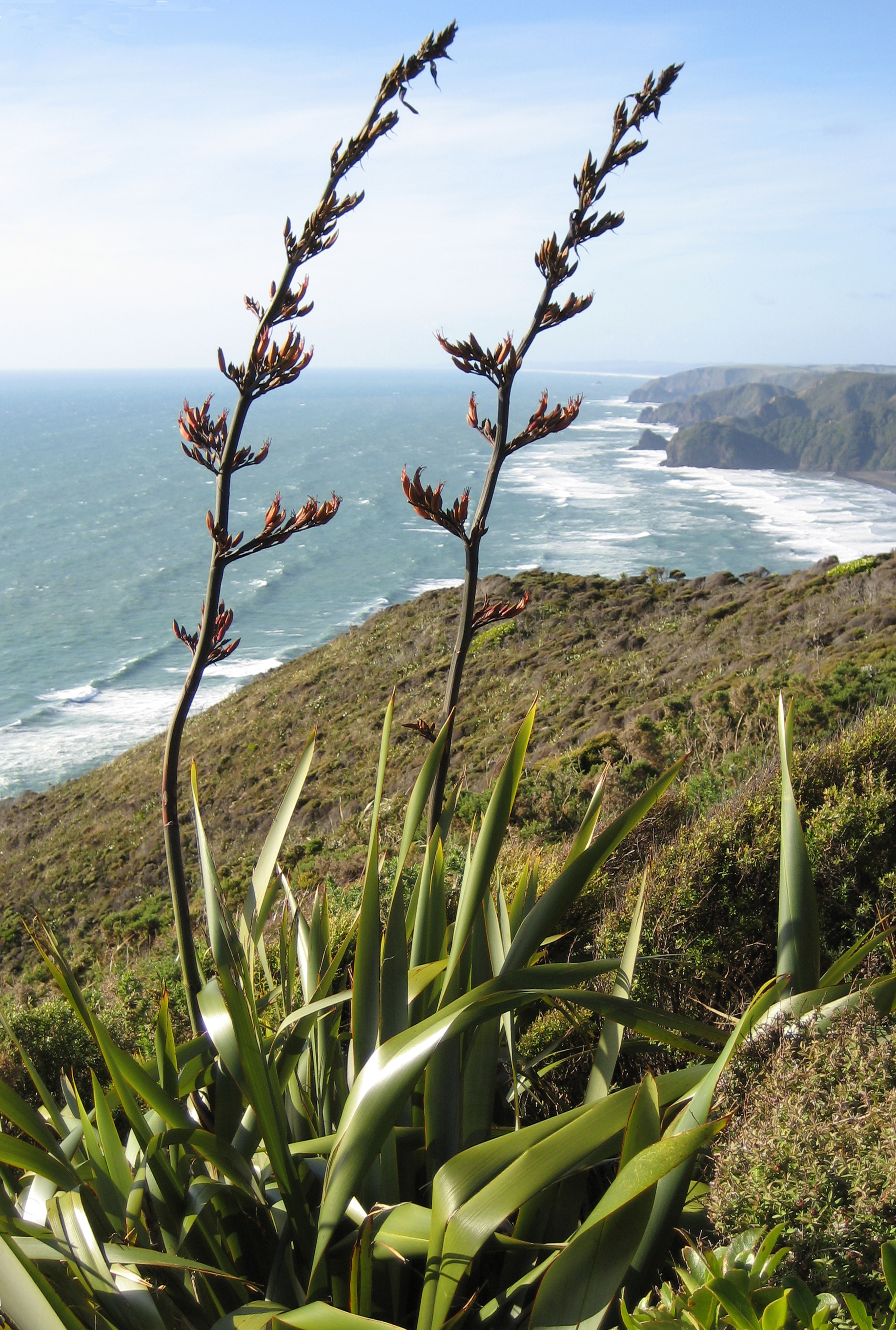
Phormium tenax, Piha, Nova Zelanda

La regió florística antàrtica (o holantàrtica) és una de les grans zones identificades com a regions florístiques per primera vegada pel botànic Ronald Good (i després per Armén Takhtajan), que inclou la major part de les àrees al sud dels 40°S de latitud.
La regió antàrtica inclou el continent de l'Antàrtida, Patagònia (sud de Xile i de l'Argentina, Terra del Foc), gran part de Nova Zelanda, les Illes subantàrtiques de Nova Zelanda, i totes les illes de l'oceà Antàrtic al sud de 40°S, incloent l'illa Gough, les Illes Kerguelen i les Malvines. Tasmània n'és omesa perquè les seues espècies vegetals estan estretament relacionades amb la regió florística australiana. Good s'adonà, com Joseph Dalton Hooker molt abans, que moltes espècies vegetals de l'Antàrtida, la Sud-amèrica temperada i Nova Zelanda estaven emparentades, malgrat ser lluny, amb l'oceà Antàrtic. La flora antàrtica data del temps de Gondwana, el supercontinent que incloïa la major part de la massa de terra de l'hemisferi sud, encara que ha estat influenciat per la flora del regne boreal des del cenozoic.
Segons Ronald Good, prop de 50 gèneres botànics de plantes vasculars són comuns en la regió florística antàrtica, incloent Nothofagus i Dicksonia. Takhtajan també feu notar els centenars d'altres gèneres de plantes vasculars espaiats i aïllats en illes de l'oceà Antàrtic, incloent Calandrinia feltonii de les Illes Malvines, Pringlea antiscorbutica de les Illes Kerguelen, i els gèneres perennes de les illes subantàrtiques de Nova Zelanda.
Segons Takhtajan, 11 famílies són endèmiques d'aquesta regió: Lactoridaceae, Gomortegaceae, Hectorellaceae, Halophytaceae, Francoaceae, Aextoxicaceae, Tribelaceae, Griseliniaceae, Misodendraceae, Alseuosmiaceae i Donatiaceae.

## Subdivisions
La regió florística antàrtica se subdivideix en quatre subregions, i al seu torn se subdivideixen en setze subregions florístiques més. Moltes d'aquestes es troben dins o molt prop de la zona de convergència antàrtica.

### Regió fernandeciana
(Sovint inclosa dins de la regió neotropical) conté aquestes famílies endèmiques: Lactoridaceae; gèneres endèmics: 20, compenen Thysopteris, Nothomyrcia, Selkirkia, Cuminia, Robinsonia, Rhetinodendron, Symphyochaeta, Centaurodendron, Yunquea, Hesperogreigia, Podophorus, Pantathera, Megalachne. Les espècies endèmiques de plantes vasculars en són moltes (prop de 70%).

### Regió Argentina-Xile-Patagònia

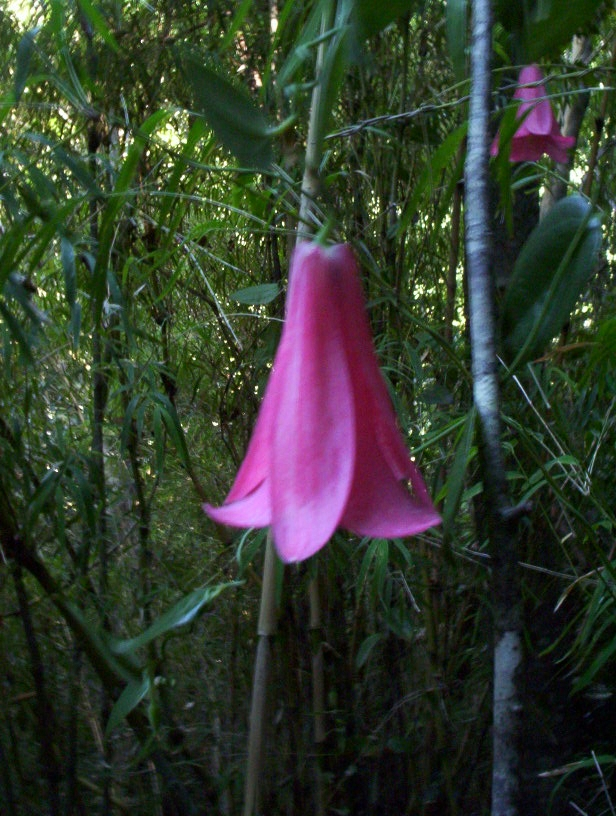
Lapageria rosea, Xile

- Famílies endèmiques: Gomortegaceae, Halophytaceae, Malesherbiaceae, Tribelaceae, Francoaceae, Aextoxicaceae, Misodendraceae.
- Gèneres endèmics (Leptocionium, Saxegothaea, Austrocedrus, Pilgerodendron, Fitzroya, Peumus, Boquila, Lardizabala, Philippiella, Austrocactus, Holmbergia, Berberidopsis, Niederleinia, Lebentanthus, Ovidia, Quillaja, Kageneckia, Saxifragella, Zuccagnia, Tepualia, Magallana, Gymnophyton, Laretia, Mulinum, Talguenea, Schizanthus, Melosperma, Monttea, Hygea, Mitraria, Sarmienta, Chiliotrichum, Melalema, Nassauvia, Tetroncium, Gilliesia, Leontochir, Leucocryne, Schickendantziella, Solaria, Lapageria, Conanthera, Tecophilaea, Tapeinia, Fascicularia, Ortachne, Jubaea i
- espècies.

### Regió d'illes del sud subantàrtic
Flora empobrida, sense famílies endèmiques, amb dos gèneres endèmics: Pringlea i Lyallia.

### Regió Neozelandesa

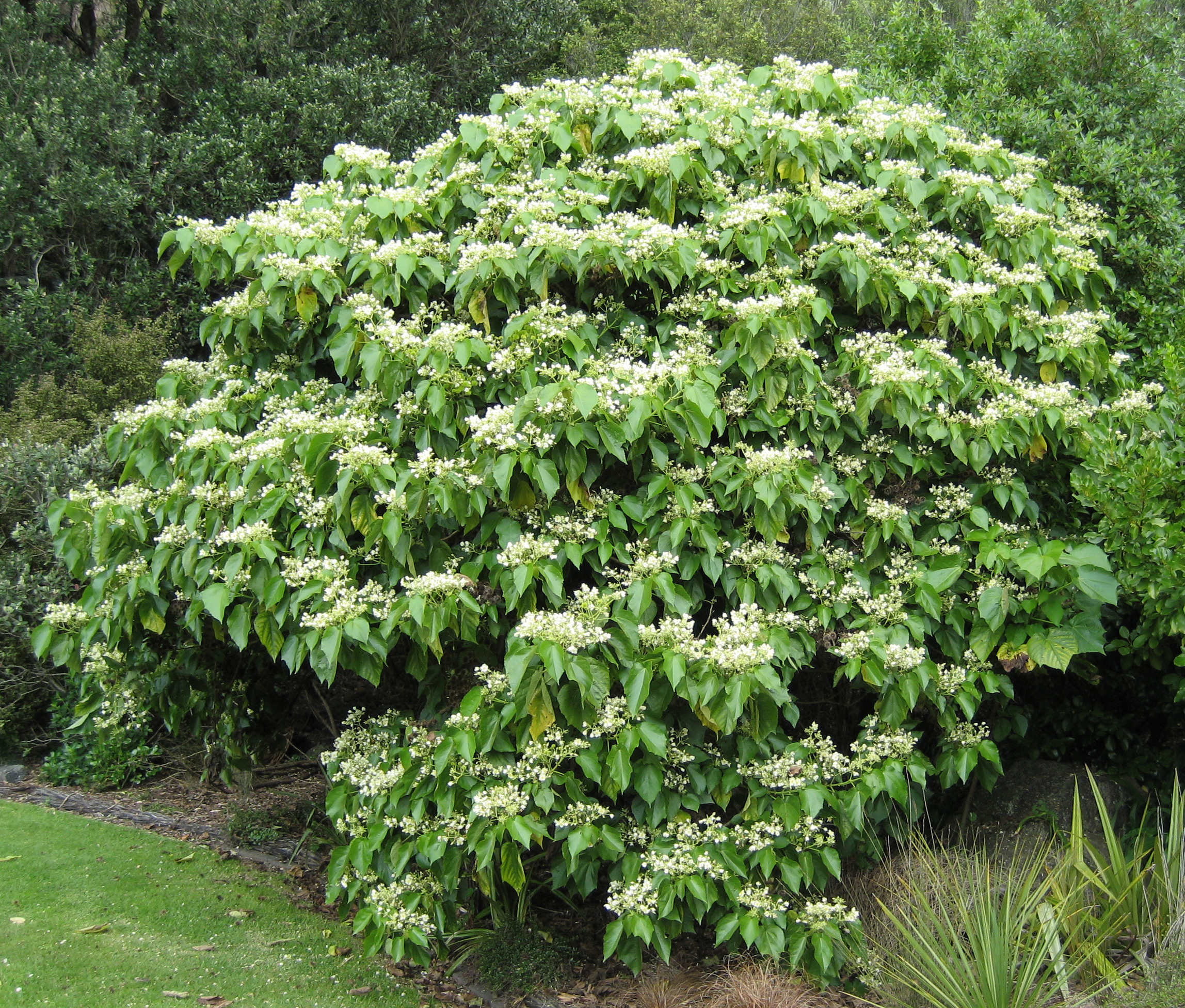
Entelea arborescens, Auckland, N. Zelanda

Sense famílies endèmiques, conté prop de 50 gèneres endèmics (que inclouen Loxsoma, Pseudowintera, Hectorella, Entelea, Hoheria, Gorokia, Ixerba, Alseuosmia, Carmichaelia, Lophomyrtus, Neomyrtus, Plectomirtha, Stilbocarpa, Kirkophytum, Coxella, Lignocarpa, Scandia, Dactylanthus, Myosotidium, Parahebe, Negria, Rhabdothamnus, Teucridium, Oreostylidium, Pachystegia, Haastia, Leucogenes, Phormium, Rhopalostylis, Lepidorrhachis, Hedyscepe, Howeia, Sporadanthus, Aporostylis, Desmoschoenus), espècies molt endèmiques, especialment entre Pinophyta.
| Regne                        | Regió                             | Província                                        |
| Regne antàrtic o holantàrtic | Regió Fernandeciana               | Província Fernandeciana                          |
| Regne antàrtic o holantàrtic | Regió Argentina-Xile-Patagònia    | Província del nord Xilena                        |
| Regne antàrtic o holantàrtic | Regió Argentina-Xile-Patagònia    | Província Central Xilena                         |
| Regne antàrtic o holantàrtic | Regió Argentina-Xile-Patagònia    | Província Argentina de les Pampes                |
| Regne antàrtic o holantàrtic | Regió Argentina-Xile-Patagònia    | Província Patagona                               |
| Regne antàrtic o holantàrtic | Regió Argentina-Xile-Patagònia    | Província de Terra del Foc                       |
| Regne antàrtic o holantàrtic | Regió d'illes del sud subantàrtic | Província Tristán-Goughiana                      |
| Regne antàrtic o holantàrtic | Regió d'illes del sud subantàrtic | Província Kergueleniana                          |
| Regne antàrtic o holantàrtic | Regió Neozelandesa                | Província de Lord Howe                           |
| Regne antàrtic o holantàrtic | Regió Neozelandesa                | Província Norfolkiana                            |
| Regne antàrtic o holantàrtic | Regió Neozelandesa                | Província Kermadeciana                           |
| Regne antàrtic o holantàrtic | Regió Neozelandesa                | Província del nord Neozelandesa                  |
| Regne antàrtic o holantàrtic | Regió Neozelandesa                | Província Central Neozelandesa                   |
| Regne antàrtic o holantàrtic | Regió Neozelandesa                | Província Meridional Neozelandesa                |
| Regne antàrtic o holantàrtic | Regió Neozelandesa                | Província Chatham                                |
| Regne antàrtic o holantàrtic | Regió Neozelandesa                | Província d'illes subantàrtiques de Nova Zelanda |